# Muhammad Ali vs. Sonny Liston
Muhammad Ali vs. Sonny Liston waren zwei Boxkämpfe, in denen am 25. Februar 1964 Sonny Liston und am 25. Mai 1965 Muhammad Ali zur Verteidigung des Weltmeistertitels im Schwergewicht antrat. Ali (damals als Cassius Clay) gewann den ersten Kampf durch Listons Aufgabe in der siebten Runde sowie den zweiten Kampf durch K. o. in der ersten Runde. Es waren Listons zweite und dritte Niederlage in seiner Karriere. Der erste Kampf wurde früh als Klassiker bezeichnet, da Clay und Liston zwei völlig unterschiedliche Naturen repräsentierten, während der zweite Kampf vor allem wegen Alis „Phantom Punch“ berühmt wurde.

## Cassius Clay vs. Sonny Liston 1
Cassius Clay vs. Sonny Liston 1, später auch als Muhammad Ali vs. Sonny Liston 1 bekannt, war ein Boxkampf zwischen dem damals amtierenden Weltmeister im Schwergewicht, Sonny Liston, und dem Herausforderer Muhammad Ali, damals noch unter seinem Geburtsnamen Cassius Clay. Er fand am 25. Februar 1964 in Miami Beach, Florida statt und war das erste von zwei Aufeinandertreffen der Kontrahenten. Er ist der offiziell letzte Kampf, bei dem Cassius Clay mit seinem Geburtsnamen kämpfte, bevor er zum Islam konvertierte und den Namen Muhammad Ali annahm.

### Vorgeschichte
Sonny Liston war amtierender Weltmeister der beiden Weltverbände World Boxing Organization (WBO) und World Boxing Association (WBA). Er hatte den Titel durch ein Erstrunden-K.o. gegen Floyd Patterson gewonnen. Cassius Clay, der bis dahin unbesiegt war, forderte Liston heraus. Liston lehnte die Herausforderung des 22-Jährigen ab. Also fasste Clay einen Plan, um Liston dazu zu bringen, einem Kampf zuzustimmen. Clay mietete einen Bus und fuhr mit ihm von Chicago zu Listons Haus in Denver. Er forderte die Presse auf, ihn bei seiner Ankunft zu empfangen, wobei der Bus mit Slogans wie „Sonny Liston Will Go in Eight“ und „World’s Most Colorful Fighter“ beschriftet war. Der Bus fuhr um 3 Uhr morgens vor Listons Haus vor, und Liston kam in seinem Pyjama heraus, um ihn zu sehen. Clay verspottete Liston mehrmals als „hässlichen Bären“ und „Loser“ und fing mit Reimen an, Liston zu provozieren. Clay hatte durch seinen Olympiasieg auf sich aufmerksam gemacht. Nun sagte er voraus, in welcher Runde sein Gegner zu Boden gehen werde. Liston willigte schließlich in einen Kampf und einen Rückkampf ein. 
Liston war Favorit, wenngleich er als extrem unbeliebt galt, nicht zuletzt wegen seiner Kontakte zur Mafia. In den Boxstilen zeigten sich erhebliche Unterschiede: Clay bewegte sich schnell, tänzelnd und auf Abstand bedacht, während Liston eher offensiv kämpfte. Clay ging als Außenseiter in den Kampf. Laut Jim Murray von der Los Angeles Times könne er Liston nur in einem Buchstabierwettbewerb schlagen – Liston war Analphabet. 43 der 46 bei dem Kampf anwesenden Sportjournalisten hatten vorher auf einen K.-o.-Sieg von Liston getippt. Beim vormittags um 11:00 Uhr erfolgten Wiegen in einem Raum der Miami Beach Convention Hall ging Clay Liston mit aggressivem Verhalten und Ansprache an: „Ich kann dich jederzeit schlagen, du Dummkopf!“, brüllte er und: „Heute Abend stirbt jemand im Ring. Du hast Angst, Dummkopf. Ich fresse dich bei lebendigem Leib.“ Der Kampf wurde von 180 Millionen Menschen verfolgt, weshalb er bis dahin der meistgesehene Boxkampf war.

### Der Kampf
Der Kampf fing für Clay gut an. Liston wirkte aggressiv und schlug stark, aber langsam. Clay, der Liston provozieren wollte, hielt seine Deckung unten und wich jedem Schlag Listons aus. Obwohl der Rundengong ertönte, kämpften Liston und Clay weiter, und der Ringrichter musste die beiden trennen. In der dritten Runde griff Clay öfters an, behielt die Deckung aber dennoch unten und wurde weiterhin von Liston kaum getroffen. In der Rundenpause musste bei Liston ein Cut am linken Auge behandelt werden. Die vierte Runde verlief ausgeglichen. In der Pause forderte Clay seinen Trainer Angelo Dundee zur Aufgabe auf („Schneide mir die Handschuhe auf, wir gehen!“), da er nicht mehr sehen könne: es kam die Vermutung auf, dass Listons Ecke vor Beginn der vierten Runde dessen Handschuhe mit einem aggressiven augenreizenden Mittel präpariert habe. Dundee ignorierte die Forderung und schubste ihn Richtung Ringmitte. Clay versuchte in der nächsten Runde, den Weltmeister auf Distanz zu halten, hatte aber große Mühe, sich der wütenden Angriffe Listons zu erwehren. Die sechste Runde dominierte Clay, und er konnte einige Treffer setzen. Nach der Ringpause stand Liston nicht mehr zur nächsten Runde auf, angeblich wegen einer Schulterverletzung. Somit war Clay der neue Weltmeister im Schwergewicht. Die Bilder, in denen er den Mund und die Augen weit geöffnet hat und laut „I am the Greatest, I shook up the world“ schreit, gingen um die Welt.

### Kampfstatistik
(vor dem Kampf)
| Name         | Kampfname      | Kämpfe | Siege | Niederlagen | Siege (durch KO) | Unentschieden |
| ------------ | -------------- | ------ | ----- | ----------- | ---------------- | ------------- |
| Sonny Liston | The Black Bear | 37     | 36    | 1           | 23               | 0             |
| Cassius Clay | The Greatest   | 19     | 19    | 0           | 15               | 0             |

## Muhammad Ali vs. Sonny Liston 2
Muhammad Ali vs. Sonny Liston 2 war ein historischer Boxkampf und die erste Titelverteidigung des neuen Weltmeisters Cassius Clay, der mittlerweile zum Islam konvertiert war und sich Muhammad Ali nannte. Er fand am 25. Mai 1965 in Lewiston (Maine) statt und war das zweite und letzte Aufeinandertreffen der beiden Kontrahenten. Ali streckte Liston mit einem Schlag nieder, der als „Phantom Punch“ in die Boxgeschichte einging.

### Hintergrund
Ali und Liston beleidigten einander vor dem Kampf. Eine Prügelei auf der Waage wurde nur durch die Manager und Trainer der jeweiligen Boxer verhindert. Trotz des eindeutigen Sieges Alis im vorherigen Kampf setzten Kritiker größtenteils auf Liston. Laut vielen Kritikern habe Liston nur verloren, da er nicht durchtrainiert gewesen sei und seinen Gegner unterschätzt habe. Sie waren der Meinung, dass Ali den Kampf vielleicht nicht vorzeitig, aber spätestens durch Punkte verlieren werde. Im Boxring passierte etwas Unerwartetes: Liston wurde bejubelt, während Ali ausgebuht wurde.

### Kampfverlauf
Der Kampf fing gut für Ali an. Liston traf Ali wie im vorherigen Kampf kein einziges Mal. Der sehr offensiv kämpfende Liston fiel nach 105 Sekunden auf den Boden, was der bis dahin schnellste K. o. der Geschichte war. Ali schlug Liston mit dem von ihm benannten „Phantom Punch“: ein schneller Schlag, der Listons Schläfe und Kiefer traf. Ali schrie den auf dem Boden liegenden Liston mit wutentbrannten Worten an: „Get Up You Bum“ (deutsch: „Komm hoch, du Penner“). Der Ringrichter und ehemalige Weltmeister Jersey Joe Walcott war mit dieser Situation anscheinend überfordert und vergaß, Liston, der bereits mehrere Sekunden auf dem Boden lag, anzuzählen. Der Kampf wurde kurz fortgeführt, aber sofort wieder unterbrochen, als Nat Fleischer, der Gründer des Ring Magazines, Walcott darauf hinwies, dass Liston bereits deutlich mehr als zehn Sekunden am Boden gelegen hatte.
Neil Leifers Foto, das Ali zeigt, wie er den niedergestreckten Liston zum Weiterkämpfen auffordert, zählt zu den ikonografischen Sportfotos.

### Skandal
Der schnelle „Phantom Punch“, mit dem Liston niedergeschlagen wurde, war weder von Liston noch vom Publikum gesehen worden. Wegen Listons scheinbarer „Unbesiegbarkeit“ und dessen Kontakten zur Mafia wurde bereits früh von Betrug gesprochen. Zweifel gab es allerdings auch, da Ali und Liston bekannterweise verfeindet waren und Liston Ali sogar drohte, er würde ihn umbringen. Ali selber schrieb in seiner Biografie:

„Tatsache ist, dass noch niemals ein Kampf weniger abgesprochen war als dieser.“

Trotz alledem ermittelten Kritiker, ob der Kampf nicht wirklich nur wegen Betrugs gewonnen wurde. Je mehr sich die Gerüchte häuften, desto mehr waren die Zuschauer der Meinung, dass auch der erste Kampf der beiden Betrug war. Film und Fotoaufnahmen bewiesen im Nachhinein, dass Liston tatsächlich einen Schlag Alis abbekommen hat. Die Härte des Schlages konnte nicht ermittelt werden, obwohl man eine deutlich entspannte Muskulatur an Listons Körper sah. Es wurde sogar vermutet, dass Liston nach dem Schlag bewusstlos gewesen war. Liston selber erklärte, dass er nicht bewusstlos gewesen war, sondern befürchtet hatte, einen weiteren Schlag Alis abzukriegen, wenn er aufgestanden wäre. Deshalb war er auch schockiert, als der Ringrichter ansagte, der Kampf würde weitergehen.

## Weiterer Karriereverlauf
- Ali hielt den Titel, bis er sich weigerte, im Vietnamkrieg zu kämpfen. Deshalb wurden ihm seine Titel aberkannt, bis er 1971 wieder in den Ring steigen durfte und einen Kampf gegen Joe Frazier bestritt, der als Fight of the Century in die Geschichte einging.
- Liston bestritt danach noch einige Kämpfe, von denen er nur einen verlor. 1970 starb er, vermutlich an einer Überdosis Drogen.